# Hunyady Jenő
Hunyady Jenő (Pest, 1838. április 28. – Budapest, 1889. december 26.) magyar matematikus, egyetemi tanár, a Magyar Tudományos Akadémia rendes tagja. A magyarországi matematika Bolyaiak utáni történetének iskolateremtő alakja, az algebrai geometria és a lineáris algebra jeles képviselője volt. Legfontosabb tudományos eredményei a determinánsok elméletéhez kapcsolódnak.

## Életútja
Hunyady János (?–1865) pesti orvosdoktor fia, jómódú polgári család sarja volt. Felsőfokú tanulmányait a Pesti Egyetemen kezdte 1855-ben, majd 1857 után nyugati egyetemeken (Bécs, München, Karlsruhe, Berlin, Párizs, Göttingen) képezte tovább magát. 1864-ben a Göttingeni Egyetemen szerezte meg a bölcsészdoktori címet. Hazajövetelét követően 1866-ban a József Műegyetemen a geometria magántanára lett. 1867-ben az elemi mennyiségtan és politikai számtan helyettes tanárává nevezték ki, Komnenovich Sándor halála után, 1869-től pedig már nyilvános rendes egyetemi tanári címmel végezte az oktatómunkát. 1873-tól haláláig az általa megszervezett geometriai tanszék első vezetője, nyilvános rendes egyetemi tanára volt a fővárosi műegyetemen. Emellett oktatott a Budai Állami Tanítóképezdében, és tagja volt az Országos Köztanodai Tanárvizsgáló Bizottságnak is.
Az 1873. májusi pénzügyi válság nyomán elszegényedett. 1884-ben egészségi állapota is megrendült, s szívbetegsége ezt követően egyre súlyosbodott.

## Munkássága
Matematikai gondolkodására legfőképpen műegyetemi tanára, Kruspér István, valamint németországi professzorai, Alfred Clebsch és Otto Hesse hatottak. Bölcsészdoktori értekezésében (1864) az algebrai görbék általános elméletét tekintette át, egyúttal kísérletet tett a harmad- és negyedrendű görbék aszimptotáinak vizsgálatára is. Ez a témaválasztás meghatározta Hunyady későbbi munkásságát, melynek során a korszerű lineáris algebra és az algebrai geometria területén ért el nemzetközi szinten is jelentős eredményeket. Az 1860-as évek végétől behatóan tanulmányozta a determinánsokat, továbbfejlesztette az adjugált determinánsok elméletét, bevezette a duplikáns determináns fogalmát, és Scholtz Ágostonnal együtt kidolgozta a Hunyady–Scholtz-féle determinánstételt. Mindemellett foglalkozott a kúpszeletek (ezen belül a konjugált átmérők), a Fourier-sor és az ortogonális mátrix problémáival, valamint az Apollóniosz-feladat megoldásával is.
Sokat tett a Bolyai János halálával a világ tudományosságának élvonalától elszakadt magyar matematika korszerű műveléséért, intézményi kereteinek és fórumainak megteremtéséért. Kőnig Gyulával együtt 1876-ban megalapította és 1879-es megszűnéséig szerkesztette a matematikai profilú Műegyetemi Lapokat. Ugyancsak Kőnig Gyula, valamint Eötvös Loránd mellett főszervezője volt a hazai matematikusokat tömörítő Mathematikai Társaság 1885-ös megalapításának, amelyből aztán 1891-ben létrejött a Matematikai és Physikai Társulat. Cikkei főként az Akadémiai Értesítő és a Műegyetemi Lapok hasábjain jelentek meg, de több más hazai és külföldi szaklapban is publikált; közleményeinek száma meghaladja az ötvenet. Az algebrai geometriáról írott monografikus vállalkozása halálával befejezetlenül, kéziratban maradt.

### Társasági tagságai és elismerései
1867-ben a Magyar Tudományos Akadémia levelező, 1883-ban rendes tagjává választották. 1876-ban megjelent, a kúpszeletek elméletét taglaló munkájáért 1882-ben megkapta az Akadémia nagyjutalmát.

### Művei
- A pólus és a polárok: A viszonyos polárok elve. Pest: Magyar Tudományos Akadémia. 1867.   REAL-EOD
- A kúpszeleten fekvő hat pont feltételi egyenletének különböző alakjairól. Budapest: Magyar Tudományos Akadémia. 1876.   REAL-EOD folytatás, REAL-EOD
- Apollonius feladata a gömbfelületen. Budapest: Magyar Tudományos Akadémia. 1877.   REAL-EOD
- Poncelet Jean Victor emléke. Budapest: Magyar Tudományos Akadémia. 1878.   REAL-EOD
- A másodfokú felületek elméletéhez. Budapest: Magyar Tudományos Akadémia. 1879.   REAL-EOD
- A Möbius-féle kritériumokról a kúpszeletek elméletében. Budapest: Magyar Tudományos Akadémia. 1879.   REAL-EOD
- A másodfokú görbék és felületek meghatározásáról. Budapest: Magyar Tudományos Akadémia. 1880.   REAL-EOD
- Tételek azon determinánsokról, melyek elemei adjungált rendszerek elemeiből vannak componálva. Budapest: Magyar Tudományos Akadémia. 1880.   REAL-EOD
- Tételek a componált determinánsoknak egy különös neméről. Budapest: Magyar Tudományos Akadémia. 1880.   REAL-EOD
- A Steiner-féle kritériumról a kúpszeletek elméletében. Budapest: Magyar Tudományos Akadémia. 1880.   REAL-EOD
- A pontokból vagy érintőkből és a conjugált háromszögből meghatározott kúpszelet nemének eldöntésére szolgáló kritériumok. Budapest: Magyar Tudományos Akadémia. 1881.   REAL-EOD
- Egy negyedrendű felületről. Budapest: Magyar Tudományos Akadémia. 1881.   REAL-EOD
- Néhány determináns-egyenletről. Budapest: Magyar Tudományos Akadémia. 1882.   REAL-EOD
- Az orthogonális substitutio együtthatóinak paraméteres értékei. Budapest: Magyar Tudományos Akadémia. 1889.   (akadémiai székfoglalója) I. II. REAL-EOD